# Leutstettener Moos

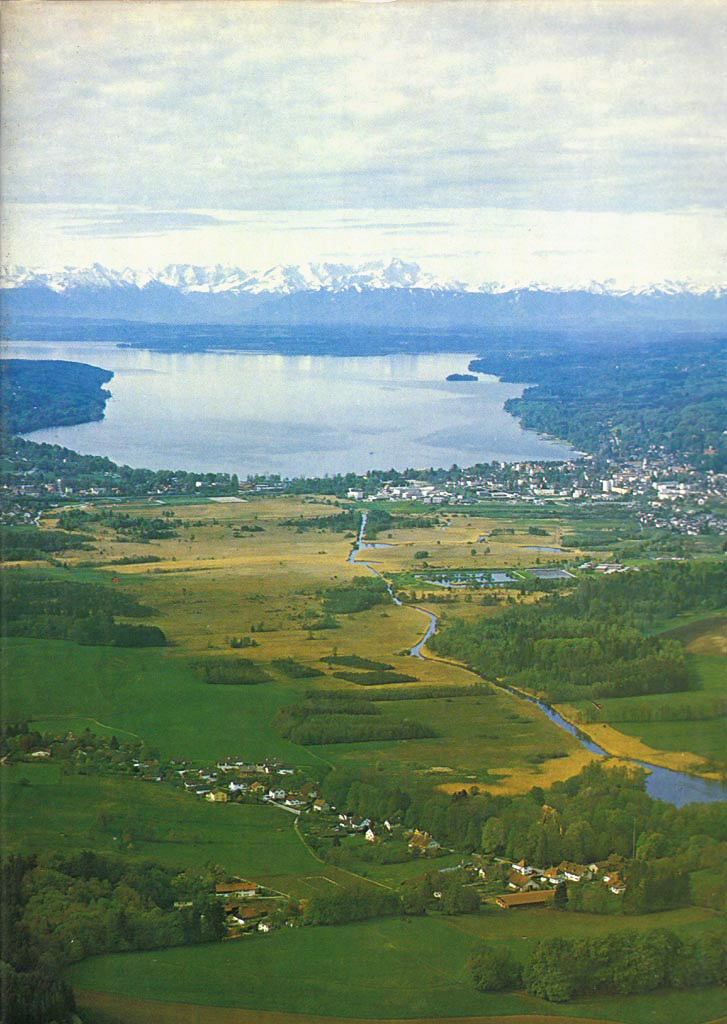
Verlandungszone des Starnberger Sees (gelblicher Sumpfbereich). Vorne: Leutstetten; direkt am Seeufer: Starnberg

Das Leutstettener Moos ist ein Naturschutzgebiet auf dem Gebiet des Ortsteils Leutstetten der Stadt Starnberg in Oberbayern. Es handelt sich um ein Niedermoor auf einem verlandeten Teil des Starnberger Sees, es liegt an dessen einzigem Abfluss, der Würm nördlich des Seeufers. Es endet im Norden an der hier doppelten Endmoräne, deren Durchbruch den Beginn des Mühltals markiert. Das 180,00 ha große Gebiet wurde mit Verordnung vom 5. November 1984 zum Naturschutzgebiet erklärt.
Ein ehrenamtlicher Schutzgebietsbetreuer ist beim örtlichen Bund Naturschutz angesiedelt.

## Beschreibung
Das Leutstettener Moos liegt in einer grob von Süd nach Nord verlaufenden Mulde um den Verlauf der Würm. Sie entstand in der Würm-Kaltzeit als nördlichster Teil des mittleren Zungenbecken des Isar-Loisach-Gletschers, dessen südlicheren Anteile der Starnberger See darstellt. Die Gletscherzunge lagerte Seeton ab, der die Moräne abdichtete, so dass das Schmelzwasser einen See bildete. Im Bett des Maisinger Bachs und des Lüß-Bachs wurde Gestein von den Flanken in den See eingebracht. Die daraus entstehenden Gesteinsanschwemmungen stauten den Nordteil des Sees stärker als den Rest, so dass in dem nur langsam durchflossenen Wasserkörper ein Niedermoor entstand, das stellenweise von einem Übergangsmoor und am östlichen Rand auch Anteilen eines Hochmoores überwachsen wurde. Dort ist eine Torfschicht von bis zu 1,5 m nachweisbar. Der Fluss Würm erweitert sich mehrmals zu kleinen offenen Wasserflächen: dem Goldsee, dem Galgensee und dem Truhensee. Ein Altarm, die Alte Würm, wurde vor der Schutzgebietsausweisung durch einen etwa 500 m langen Durchstich abgetrennt.

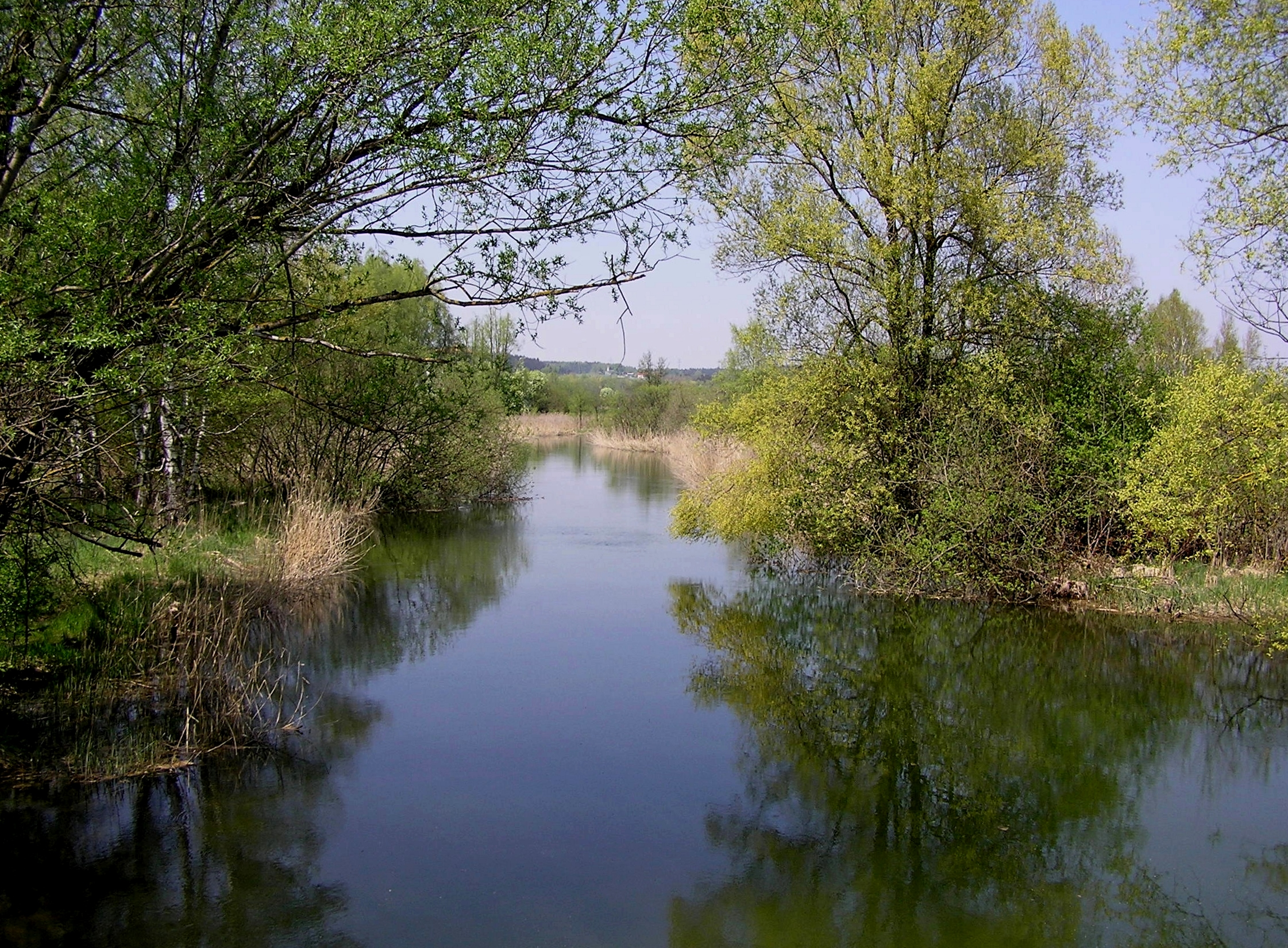
Die Würm im Leutstettener Moos

Das Schutzgebiet umfasst fast nur die Niederungen sowie mit Anteilen des Schlossholzes (zum Schloss Leutstetten der Wittelsbacher) im Westen eine kleine Kuppe, die als Grundmoräne des würmzeitlichen Gletschers gebildet wurde. Das Niedermoor ist in weitgehend naturnahem Zustand. Ausnahmen sind kleine, teilweise mit ortsfremden Nadelbäumen aufgeforsteten Waldanteile im Nordteil. Die zum Schutzgebiet gehörenden Anteile des Unteren Schlosswaldes im Westen des NSG sind als Mischwald näher an der potentiell natürlichen Vegetation. Im Kerngebiet findet partiell ein natürlicher Anflug von Birken und Kiefern statt. Der östlich angrenzende Wald hat dem Geländeprofil entsprechend sehr unterschiedlichen Charakter. Im Südosten, rund um den Röhrlbach, der im NSG in die Würm mündet, steht ein Bruchwald dessen Charakterarten die Erlen sind. An offeneren Stellen ist er mit Großseggenried durchsetzt. Er wird bei Hochwasser teilweise, bei extremem Wasserstand großteils überflutet. Nördlich davon ziehen sich Moosbiotope über mindestens einen Kilometer zum Wildmoos durch den hier überwiegend mit Fichten aufgeforsteten Wald.
Die Einmündung vom Vorfluter der Starnberger Kläranlage in die Würm liegt im Schutzgebiet. Außerdem gilt der Zufluss im Süden wegen der Aufschüttungen der Bundesautobahn 952 (Starnberger Autobahn) als gestört, was zu einer lokalen Absenkung des Wasserspiegels führt.

## Kultur und landwirtschaftliche Nutzung
Da das saure Milieu im Moorboden konservierend wirkt, konnten im Moor Proben für eine Pollenanalyse genommen werden. Daraus ist nicht nur die natürliche Veränderung der Vegetation seit dem Ende der letzten Eiszeit ablesbar, sondern es ist durch das Auftreten von Kulturpflanzen auch möglich zu bestimmen, ab wann Landwirtschaft in der Region betrieben wurde. Bereits um 4000 v. Chr. treten im oberen Würmtal Anzeichen von menschlichen Siedlungen auf, seit damals, also der Jungsteinzeit tritt keine Siedlungsunterbrechung auf, nur Ausmaß und Intensität der Nutzung schwanken.
Unmittelbar östlich außerhalb des NSG liegt die Leutstettener Villa rustica, ein Gutshof aus römischer Zeit. Unter den römischen Mauern wurden keltische Funde der Latènezeit gemacht, so dass das Leutstettener Moos als eines der ältesten Siedlungsgebiete der Region angesehen werden kann.
Nicht näher datieren lässt sich eine mittelalterliche Ringwallanlage im Schlossholz. Sie war durch ihre Lage auf der Grundmoräne wohl nur per Boot oder über einen im Fall einer Bedrohung leicht zerstörbaren Damm durch das Moor erreichbar und stellte damit eine Fluchtburg für die Bevölkerung und ihr Vieh dar. Sie hatte einen Durchmesser von 45 m, die Erdwälle sind großteils noch heute zu sehen und erreichten wohl eine Höhe von rund 4 m. Sie waren vermutlich durch Palisaden zusätzlich verstärkt.
Die Nutzung des Gebietes wurde intensiviert, als um 1565 das Schloss Leutstetten als Hofmark errichtet wurde. Damit war eine zumindest kleine Landwirtschaft verbunden, die das Moos als Streuwiese durch Mahd im Abstand von ein bis drei Jahren nutzte, um Einstreu für die Ställe zu gewinnen. Als Prinz Ludwig von Bayern, der spätere König Ludwig III. es 1875 kaufte, baute er das Schloss zu einem Mustergut aus und ließ eine Flurbereinigung von 109 ha Streuwiesen durchführen. Am Rand des Mooses, außerhalb des Naturschutzgebietes und im Umfeld des Wildmooses zeigen sich noch heute Reste der Torfstiche. Bis 1958 wurde im Leutstettener Moos Torf als Brennmaterial für das Wittelsbacher-Gut gewonnen.
Die ehemaligen Streuwiesen werden heute als Naturschutzmaßnahme wieder alle ein bis drei Jahre gemäht, um ein Verbuschen wertvoller offener Standorte zu verhindern. So werden Orchideen und Futterpflanzen für Schmetterlinge bewahrt.
Das Leutstettener Moos ist Gegenstand mehrerer Ortssagen. Die alte Brücke zwischen Starnberg und Percha, die heute durch die Autobahnbrücke ersetzt wird, wurde in Sagen als Aufenthaltsort eines Gespensterhundes beschrieben, der ein übergroßer schwarzer Pudel mit glühenden Augen gewesen sein soll. Er hätte nächtliche Wanderer vom Überqueren der Brücke abgehalten. Wie in anderen Moorgebieten des Voralpenlandes wird auch aus der Leutstettener Region von der „Mooskuh“ erzählt, die im Sumpf schrecklich und dumpf gebrüllt hat. Besorgte Landwirte fürchteten, dass eines ihrer Tiere im Moos festsitzt und ihnen verloren gehen könnte. Wenn sie auf der Suche in die tieferen Teile des Mooses eindrangen, konnten sie selbst in Gefahr geraten. Bei den Rufen handelt es sich um die Balzrufe der Rohrdommel.

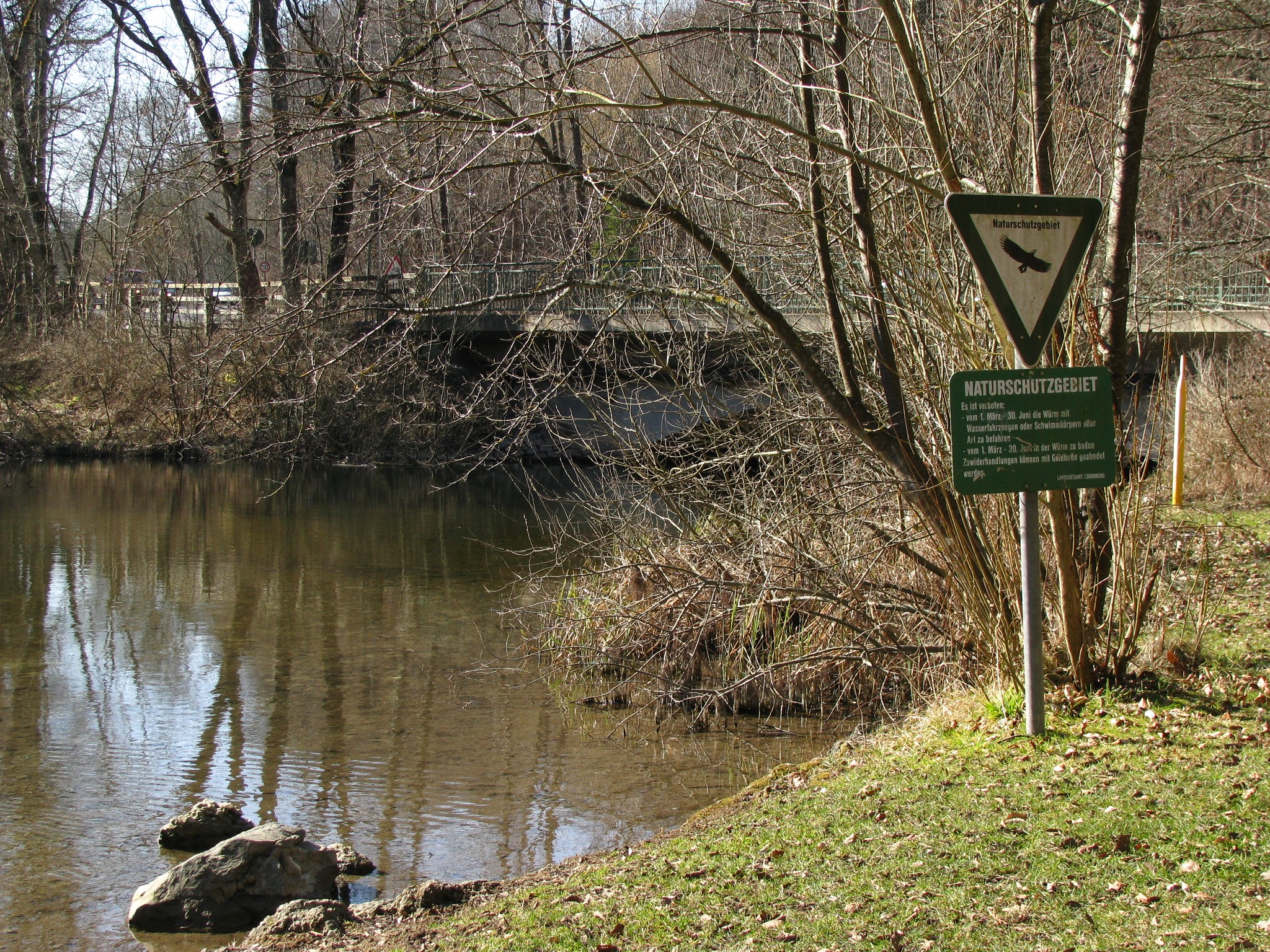
Die Würmbrücke bei Leutstetten ist Station des Lehrpfades um das Gebiet

Seit 2005 führt ein beschilderter Lehrpfad rund um das Leutstettener Moos. Mit 14 Stationen ist er inklusive zweier Abstecher in die Umgebung rund 12 km lang und zu Fuß oder mit dem Fahrrad zu verfolgen. Er schließt auch die kulturell bedeutenden Stationen Villa Rustica und das Leutstettener Schloss ein. In den Monaten März bis Juni darf das Gebiet nur auf den Wegen begangen und auch nur an ausgewiesenen Stellen der Würm die Fischerei betrieben werden, dies dient zum Schutz von in Feuchtwiesen brütenden Vogelarten.